# Oj Kosovo Kosovo
Oj Kosovo Kosovo (serb. Ој Косово Косово) – serbska pieśń patriotyczna na temat Kosowa, które postrzegane jest jako ziemia bohaterów serbskich: Miloša Obilicia oraz Łazarza I Hrebeljanovicia (walczących w bitwie na Kosowym Polu w 1389).
Autorką tekstu jest Ljuba Manasijević. Jedną z wykonawczyń utworu jest rzeczniczka Towarzystwa Przyjaźni Serbsko-Rosyjskiej, aktorka i aktywistka Ivana Žigon, która podczas śpiewania piosenki nosi kostiumy z epoki. W podobny sposób pieśń wykonywana jest przez czarnogórską piosenkarkę folkową i religijną, Danicę Crnogorčević (m.in. przed meczem Crvenej zvezdy Belgrad z Zenitem Petersburg w marcu 2024). Utwór był śpiewany przez tłum podczas protestów przed serbskim parlamentem w lipcu 2020 z towarzyszeniem okrzyków „Aresztować Vučicia!”. Piosenkę śpiewał tenisista Novak Đoković przed otrzymaniem tytułu Honorowego Obywatela Budvy.